# Інтерв'ю (фільм, 2014)
«Інтерв'ю» (англ. The Interview) — американський комедійний бойовик 2014 року від режисерів Евана Голдберга і Сета Роґена, сценарій якого був написаний у співавторстві з Деном Стерлінґом. Головні ролі виконали Сет Роґен і Джеймс Франко. У США вихід фільму в прокат планувався на 25 грудня 2014 року, але 18 грудня був скасований компанією «Sony Pictures» через погрози про-північнокорейських хакерів і бойкоту з боку власників кінотеатрів. Однак, через деякий час в компанії оголосили про вихід картини в обмежений прокат у 300 кінотеатрах, а 25 грудня фільм був офіційно викладений в США на відеосервіси «YouTube», «Google Play» та «Xbox Video» за ціною $5,99 за один перегляд і $14,99 за покупку. Негайно почали розповсюджуватися по Інтернету високоякісні піратські копії, які за першу добу скачало понад 900 000 людей.
Український переклад був зроблений студією «Цікава ідея» на замовлення Гуртом..

## Сюжет
Девід Скайларк є відомим і талановитим журналістом популярного ток-шоу, яке продюсує його найкращий друг — Аарон Раппапорт. Вони давно мріяли зробити щось видатне, тому вирішують взяти інтерв'ю у північнокорейського лідера Кім Чен Ина, але згодом до них звертається ЦРУ з проханням убити останнього.

## У ролях
| Актор           | Роль                      |
| --------------- | ------------------------- |
| Джеймс Франко   | Девід Скайларк            |
| Сет Роген       | Аарон Раппапорт           |
| Ліззі Каплан    | Агент Лейсі               |
| Рендалл Парк    | Кім Чен Ин                |
| Діана Бенг      | Парк Сук-Ін               |
| Тімоті Саймонс  | Малкольм                  |
| Чарльз Чун      | Генерал Чонг              |
| Бен Шварц       | Дерріл                    |
| Томмі Чанг      | Охоронець №1              |
| Домінік Лалонд  | Джекі                     |
| Стів Чанг       | Північнокорейський солдат |
| Анеша Бейлі     | Джанет                    |
| Мерсі Мелік     | Пандіт                    |
| Обрі К. Міллер  | Ким                       |
| Джастін Лі      | Капітан Цунг              |
| Алан Блюменфилд | Прем'єр-міністр Ізраїлю   |

| Актор           | Роль                         |
| --------------- | ---------------------------- |
| Крістал Лі      | озвучка                      |
| Різ Олександр   | Агент Ботвін                 |
| Стейсі Тернер   | Телеведучий                  |
| Еліс Веттерлунд | Джекі                        |
| Девід Диаан     | Президент Палестини          |
| Томас Кадро     | Фальшивий корейський солдат  |
| Джейсон Кокс    | Папарацці                    |
| Скотт Сеул      | Бунтівний охоронець          |
| Юсик Оум        | Південнокорейський учений    |
| Дон Чоу         | Хлопець з двома пальцями     |
| Стать Бай       | Офіцер Ю                     |
| Джеймс Йі       | Офіцер Кох                   |
| Ісаак Схр       | Джим                         |
| Дейв До         | Північнокорейський солдат №3 |
| Паола Ботеро    | Танцюрист                    |
| Нік Кайзер      | Студійний робочий            |

## Виробництво
21 березня 2012 року було оголошено, що Еван Голдберг і Сет Роген зніматимуть комедію для компанії «Columbia Pictures», у якій останній будуть зніматися разом із Джеймсом Франко. 1 жовтня 2013 року до фільму приєдналася Ліззі Каплан. 8 жовтня до зйомок фільму долучилися Рендалл Парк і Тімоті Сімонс.
Зйомки почалися 10 жовтня 2013 року в Ванкувері і закінчилися 20 грудня того ж року.
11 червня 2014 року Еван Голдберг створив плакат для фільму, а потім і перший офіційний трейлер. Пізніше, в інтерв'ю «Yahoo», Голдберг зазначив: «Люди припускають, що журналісти мають доступ до найнебезпечніших персон у світі та гіпотетично можуть виявитися в зручній для їхнього вбивства ситуації». У свою чергу Сет Роген зазначив, що при роботі зі сценарієм «ми прочитали стільки, скільки змогли знайти з цієї теми. Ми говорили з очевидцями, які були в Північній Кореї і зустрічалися з Кім Чен Ином. Ми говорили з людьми в уряді, які співпрацюють із Північною Кореєю або беруть участь у створенні експертних висновків, пов'язаних з КНДР питань».

## Контекст

### Реакція КНДР
20 червня 2014 року неофіційний прес-секретар лідера КНДР Кім Мен Чхоль в інтерв'ю «Daily Telegraph», похваливши франшизу про Джеймса Бонда і зазначивши, що Кім Чен Ин, ймовірно подивиться фільм «Інтерв'ю», сказав, що:

Є особлива іронія в сюжетній лінії, яка демонструє божевілля уряду США та американського суспільства. Фільм про вбивство іноземного лідера відображає те, що Штати зробили в Афганістані, Іраку, Сирії та Україні. І давайте не будемо забувати, хто вбив Кеннеді — американці. Насправді президентові Обамі потрібно бути обережним у тому випадку, якщо американські військові хочуть вбити і його теж.
Оригінальний текст (англ.)
There is a special irony in this storyline as it shows the desperation of the US government and American society. A film about the assassination of a foreign leader mirrors what the US has done in Afghanistan, Iraq, Syria and Ukraine. And let us not forget who killed Kennedy - Americans. In fact, President Obama should be careful in case the US military wants to kill him as well.

25 червня представник міністерства закордонних справ КНДР, не згадавши назви фільму, заявив, що:

Виробництво і прокат фільму на тему про змову з метою вбивства нашого вождя є неприпустимим актом агресії і тероризму. Якщо американська адміністрація дозволить демонстрацію цього фільму, будуть прийняті безжальні контрзаходи.
Оригінальний текст (англ.)
Making and releasing a movie on a plot to hurt our top-level leadership is the most blatant act of terrorism and war and will absolutely not be tolerated. If the US administration and allows defends showing the of the film, a merciless counter-measure will be taken.

27 червня посол КНДР при ООН Ча Сон Нам у листі генеральному секретарю ООН Пан Гі Муну, опублікованому тільки через тиждень, висловив протест проти фільму «Інтерв'ю», зажадавши, щоб лист було розповсюджено як офіційний документ у Генеральної Асамблеї і Раді Безпеки ООН:

Дачу дозволу на виробництво та розповсюдження такого фільму про вбивство чинного глави суверенної держави слід розглядати як неприховане спонсорування тероризму та акт війни. Влада США повинні негайно вжити необхідних заходів для заборони виробництва та розповсюдження вищезгаданого фільму, в іншому випадку вони будуть нести повну відповідальність за заохочення і підтримку тероризму.
Оригінальний текст (англ.)
To allow the production and distribution of such a film on the assassination of an incumbent head of a sovereign state should be regarded as the most undisguised sponsoring of terrorism as well as an act of war. The United States authorities should take immediate and appropriate actions to ban the production and distribution of the aforementioned film; otherwise it will be fully responsible for encouraging and sponsoring terrorism.

Як зазначалося в «The Guardian», якщо всі ці заяви не переростуть у військове протистояння, то вони можуть стати чудовою рекламою для фільму. Схоже обурення північно-корейської сторони викликав фільм «Загін "Америка": Всесвітня поліція» 2004 року від творців мультсеріалу «Південний парк» Трея Паркера і Метта Стоуна, виставили Кім Чен Іра головним антагоністом картини. Пізніше, Сет Роген припустив, що влада КНДР так боїться фільму, тому що він може «викликати скаженну революцію». Паралельно, в організації із захисту прав людини «Борці за вільну Північну Корею» запропонували перекинути в КНДР на повітряних кулях DVD-диски з фільмом «Інтерв'ю».
Після оголошення доказів причетність КНДР до атаки, ЦТАК з посиланням на Міністерство закордонних справ звинуватило США в «поширенні безпідставних звинувачень», і «тепер, коли ворожа політика США з метою завоювати нашу республіку під приводом боротьби за права людини стала очевидною, ідея перетворення Корейського півострова в без'ядерну зону більше не має сенсу», при цьому висунувши пропозицію ФБР провести спільне розслідування кібератаки, оскільки «не вдаючись до тих тортур, які використовує американське ЦРУ, у нас є способи довести, що цей інцидент не має до нас ніякого відношення». ЦТАК з посиланням на Національний комітет оборони КНДР під головуванням Кім Чен Ина заявив, що «армія і народ КНДР повністю готові витримати конфронтацію з США на всіх полях битв, включаючи і простір кібервійни. Наші найсуворіші відповідні дії будуть зроблені з усією рішучістю проти Білого дому, Пентагону і всієї материкової частини США, цієї вигрібної ями тероризму. І наші дії далеко перевершать „симетричну відповідь“, оголошену Обамою», винним у "безрозсудному поширенні чуток про причетність КНДР до «абсолютно виправданої» атаки хакерів, «хоча ми і не знаємо, хто і звідки вони».

### Хакерська атака на «Sony Pictures Entertainment»

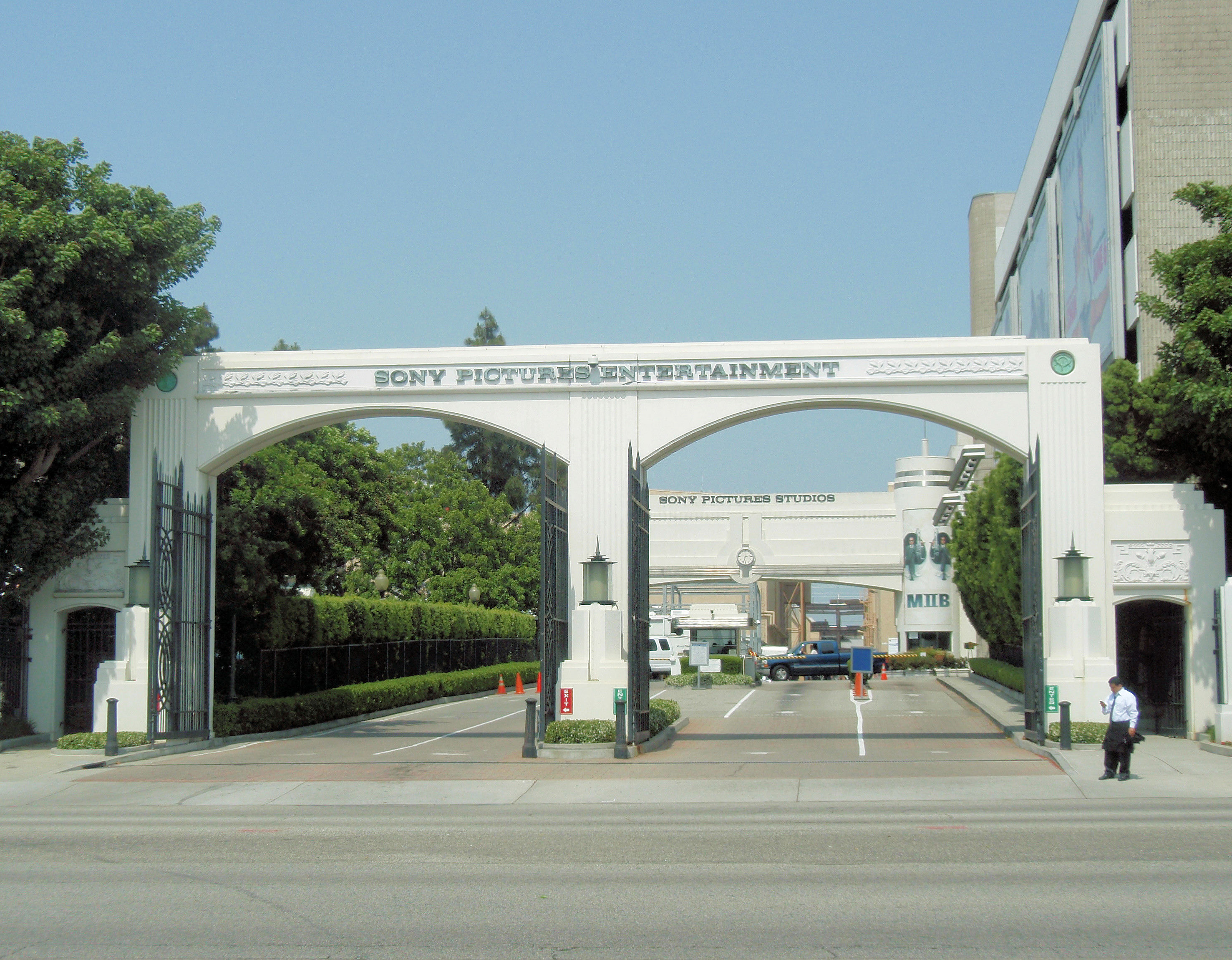
Штаб-квартира компанії «Sony Pictures Entertainment» Калвер-Сіті.

24 листопада 2014 року комп'ютери компанії «Sony Pictures Entertainment» були заражені шкідливою програмою «Shamoon». В результаті цього сталося обвалення всієї комп'ютерної мережі компанії з масивним видаленням файлів і головних завантажувальних записів, що було описано як «комп'ютерне вбивство». 27 листопада в мережу було викладено кілька фільмів «Sony Pictures», в тому числі «Лють», «Ені», «Вільям Тернер» та «Все ще Еліс», але крім «Інтерв'ю». Слідство розглядало всіх можливих підозрюваних до атаки, включаючи Північну Корею, офіційні особи якої всіляко відкидали причетність до цієї справи, а в ЦТАК і зовсім заявили, що «не мають уявлення про місцезнаходження Sony Pictures, а також причини хакерської атаки на штаб-квартиру». 1 грудня до розслідування підключилося ФБР. 8 грудня в Інтернеті спливли додаткові витоки інформації, у тому числі повідомлення зі словосполученням «терористичний фільм», що сприймалося як відсилання до «Інтерв'ю». 16 грудня хакери винесли попередження кіноманам з загрозою напасти на будь-кого, хто піде на цей фільм в кінотеатри, закликаючи людей «згадати 11 вересня 2001 року». Після цього керівники компанії «Sony» оголосили про те, що дозволять власникам кінотеатрів не показувати фільм, якщо вони того побажають. 11 грудня відповідальність за атаку взяло на себе група під назвою «Охоронці світу» (англ. Guardians of Peace), ламаною англійською зажадала заборони цього фільму, яка пригрозила працівникам «Sony» розголошенням особистої інформації з їхньої електронної пошти. Пізніше в Інтернет з'явилося особисте листування керівництва компанії про Анджеліну Джолі, Бреда Пітта, Джорджа Клуні, матеріали фільму «Зоряні війни: Пробудження Сили», сценарій майбутнього фільму про Джеймса Бонда «007: Спектр», а також кадри із сцени смерті Кім Чен Ина з «Інтерв'ю».
У той же час, до розслідування хакерської атаки підключилися Федеральне бюро розслідувань, Уряд і Рада національної безпеки США. 19 грудня в офіційному прес-релізі ФБР було сказано, що шкідливі програми мають північнокорейське походження, а нинішня атака має зв'язок з попередніми випадками кібератак проти уряду США, внаслідок чого відповідальність за хакерську атаку несе уряд КНДР.

### Прокат, його скасування та поновлення
7 серпня 2014 року в компанії «Sony Pictures Entertainment» дату виходу фільму перенесли з 10 жовтня на 25 грудня. 10 грудня у компанії «Sony Pictures Entertainment Japan» заявили, що фільм не буде випущений в Японії. Також було оголошено, що фільм вийде у прокат тільки в Австралії і Новій Зеландії з усього Азіатсько-Тихоокеанського регіону.
11 грудня прем'єра фільму в Лос-Анджелесі пройшла в спокійній обстановці в присутності Джеймса Франко і Сета Рогена. Між тим, 17 грудня показ фільму був скасований в Нью-Йорку в кінотеатрі «Cinema Sunshine», а деякі американські мережі кінотеатрів, у тому числі «Landmark» і «Carmike Cinemas», заявили, що відмовляються від прокату «Інтерв'ю». Пізніше від показу фільму відмовилися компанії «AMC Theatres», «Cinemark Theatres», «Cineplex Entertainment», «Regal Entertainment Group» і «Southern Theatres». У той же час, Франко і Роген відмовилися від будь-якої реклами фільму, скасувавши раніше заплановані виступи, а «Sony» відкликала телевізійні трейлери, зазначивши, що підтримає будь-яке рішення кінотеатрів. Тоді, в Національної асоціації власників театрів заявили про те, що не будуть заперечувати проти ініціативи власників кінотеатрів «затримати» фільм. У кінцевому підсумку, у компанії «Sony» заявили про скасування прем'єри «Інтерв'ю», запланованої на 25 грудня, зазначивши, що «ми поважаємо і розуміємо рішення наших партнерів, і, звичайно, повністю поділяємо їх основний інтерес безпеки працівників театру. Ми глибоко засмучені безцеремонною спробою припинити поширення фільму і завдати шкоди нашій компанії, нашим співробітникам, і американської громадськості. Ми стоїмо за наших режисерів та їх право на вільне вираження і вкрай розчаровані таким результатом». Також було сказано, що в осяжному майбутньому у компанії немає ніяких подальших планів випуску фільм на будь-якій платформі, в тому числі на DVD. Після цього, у компанії "Alamo Drafthouse Cinema в Далласі оголосили про проведення безкоштовного показу вищезгаданого фільму «Команда Америка» в місцях скасованого прокату «Інтерв'ю».
Рішення «Sony» може спричинити за собою втрату 42 млн доларів США, витрачених компанією на зйомки фільму, а також десятки мільйонів — на рекламу і просування. У історії кінематографа вже були подібні факти заборони прокату фільмів. Одним з найбільш відомих випадків стала заборона картини Стенлі Кубрика «Механічний апельсин», введений в 1973 році після протестів з приводу кількості насильства. Після цього, у Великій Британії фільм не показували протягом 27 років. В передвоєнні роки, у Франції і Німеччині картина Сергія Ейзенштейна «Броненосець Потьомкін» перебувала під забороною більше 20 років за наявності «революційної пропаганди», а у Росії в прокат не вийшов фільм Саші Барона Коена «Борат», заборонений мінкомзв'язку слідом за Казахстаном.
18 грудня піар-директор представництва компанії «Sony Pictures Entertainment» Наталія Шталева заявила, що в Росії прокат фільму переноситься з 29 січня на невизначений термін. Через кілька днів, в посольство КНДР в РФ заявили, що фільм характеризує «моральну незрілість і моральну ницість» і «показ цієї картини повинен бути заборонений у будь-якій державі. Тим більше, навіть важко уявити, що в такій дружній і цивілізованій країні, як Росія, будуть демонструвати фільм, що розповідає про замах на главу дружньої і суверенної держави».
23 грудня у компанії «Sony» оголосили про те, що фільм все-таки вийде на широкі екрани, але в обмеженому прокаті і тільки 25 грудня — у понад 200 артхаусових і незалежних кінотеатрах. Про підготовку до показів вже повідомили кінотеатри Атланти і Остіна. Реакція на це рішення була негайно. Так, виконавчий директор «Sony» Майкл Лінтон заявив, що компанія ніколи не відмовлялася від планів прокату, запевнивши, що керівництво продовжує працювати над тим, щоб показати цей фільм більшій кількості глядачів, Сет Роген написав, що «Люди висловилися! Свобода перемогла! Sony не здалася!», а Джеймс Франко — «ПЕРЕМОГА!!!!!!! НАРОД і ПРЕЗИДЕНТ висловилися!!!». Прес-секретар Білого Дому Ерік Шульц зазначив, що «Президент вітає рішення Sony дозволити покази фільму. Як президент вже заявляв, ми — країна, яка вірить у свободу слова і право на художню інтерпретацію. Рішення, до якого прийшла Sony і ряд кінотеатрів, дозволяє людям самим ухвалити рішення з приводу цього фільму, і ми вітаємо такий результат справи».
Вночі 25 грудня прокат фільму стартував у більш ніж 315 кінотеатрах США, у яких вишикувалися черги, а квитки були розкуплені заздалегідь. В той же день, стрічка була розміщена на спеціально створеному для неї сайті — SeeTheInterview.com, на відео-сервісах «YouTube», «Google Play» («Google») «Xbox Video» («Microsoft») за ціною 5,99 доларів за одноразовий перегляд або 14,99 доларів за покупку. Раніше, компанія намагалася розмістити фільм на сервісі «Apple» «iTunes», але отримала відмову, після чого подала відповідну пропозицію компанії «Netflix». Через деякий час, картина з'явилася на торент-трекерах і піратських сайтах, в тому числі і в Росії. За перші 16 годин високоякісні піратські копії скачало понад 900 тисяч людей по всьому світу, з яких близько 28 % склали користувачі з США.
У той же час, представник місії КНДР при ООН Кім Сон заявив, що його країна засуджує вихід фільму на екрани, але не вдаватиметься до «фізичної реакції» на цей факт.

### Позиція офіційних осіб
Офіційний представник Державного департаменту США Джен Псакі у прямому ефірі телеканалу «CNN» зазначила, що «це ж комедія. Я думаю, що американці цілком можуть сходити на фільм під час різдвяних свят, якщо захочуть. Картина адже не відображає позицію і погляди США — це очевидно». Пізніше вона додала, що влада США не вважає фільм образливим для кого-небудь, й «артисти можуть вільно знімати фільми за своїм вибором». Президент США Барак Обама в інтерв'ю телеканалу «ABC» сказав, що «людям, як і раніше варто ходити в кінотеатри», підкресливши, що загроза з боку хакерів була «дуже серйозною», але «ми будемо пильні. І якщо ми побачимо, що мова йде про серйозну та реальну загрозу, то ми негайно попередимо громадян». У той же час, республіканець Мітт Ромні закликав до вільного розповсюдження фільму в усьому світі, а сенатор Джон Маккейн заявив, що рішення «Sony» про припинення прокату фільму «в кінцевому рахунку виникло в результаті тривалої відмови адміністрації винести рішення щодо використання кібер-зброї ворогами нашої країни», пообіцявши у разі обрання головою комісії по збройним силам в наступному місяці зосередитися на кібер-безпеці та розглянути питання про «відповідальність адміністрації за свої невдачі в організації значущої стратегії боротьби з цими зухвалими і небезпечними діями». Прес-секретар Білого дому Джош Ернест на брифінгу в Білому домі запевнив журналістів у тому, що «існують свідоцтва того, що за цими деструктивними діями зловмисного характеру стоїть серйозний суб'єкт, і наші агентства — як ФБР, так і міністерство юстиції — підійшли до перевірки цієї інформації з усією можливою серйозністю», а на атаку буде дана адекватна відповідь.
19 грудня Обама на конференції за підсумками року у Білому домі, сказав, що «У нас не може бути суспільства, в якому якісь диктатори звідки б то не було могли вводити цензуру тут, в США», що несе шкоду не тільки фільмами, але й усій економіці, і відповідь на такі дії буде «в тому місці, в той час і таким чином, коли нам це зручно», але прокатнику потрібно було порадитися з урядом, хоч «Sony корпорація отримала істотний збиток, були погрози її працівникам. Я із симпатією ставлюся до їх стурбованості. Тим не менш, так, я вважаю, вони зробили помилку». Між тим, представник КНДР в ООН заявив, що його країна не має ніякого відношення до атак. У свою чергу, виконавчий директор «Sony Pictures Entertainment» Майкл Лінтон зазначив, що «ми перенесли найжахливішу кібер-атаку в американській історії», і не помилилися, скасувавши прокат, а у США «немає ніяких даних, що Північна Корея діяла спільно з якоюсь іншою країною», додавши, що «кілька днів тому я особисто розмовляв з деякими високопоставленими співробітниками адміністрації, говорив з ними про ситуацію і прямо заявив, що нам потрібна допомога, ми радилися з чільними радниками. Питання в тому, чи говорили ми особисто з президентом, але Білий дім напевно був обізнаний про ситуацію», а компанія сподівається випустити «Інтерв'ю» на інших платформах:
|  | Я б знову зняв такий фільм. З тих же причин, з яким ми зняли саме «Інтерв'ю»: це смішна комедія, це политеїстична сатира, і я думаю, ми б зробили цей фільм знову. Знаючи, що я знаю зараз, напевно ми б зробили щось трохи інакше. Але справжні події взяли над нами контроль і ми не можемо впливати на них. У нас є кілька опцій і ми розглядаємо їх. На даний момент ми зробили кілька пропозицій поширити цей фільм в цифровому форматі. На даний момент жоден з головних цифрових дистриб'юторів не зробив крок вперед і сказав, що вони хочуть поширити цей фільм. |

Паралельно, джерела в Білому домі повідомили журналістам «The Wall Street Journal» про те, що КНДР може бути повторно включена в список країн, що підтримують тероризм. Пізніше, Обама підтвердив обговорення цього питання.
20 грудня представник Ради національної безпеки при Білому домі Марк Строх сказав, що «якщо влада Північної Кореї хоче допомогти, вона може визнати свою провину і компенсувати шкоду, заподіяну Sony цією атакою. Як ясно дали зрозуміти в ФБР, ми впевнені, що уряд КНДР відповідальний за неї. Влада країни неодноразово відкидала свою відповідальність за руйнівні і провокаційні дії». Адміністрація США звернулася до КНР за допомогою у протистоянні хакерам, і на наступний день, міністр закордонних справ КНР Ван І у телефонній розмові з державним секретарем США Джоном Керрі обговорив хакерську атаку і заявив, що «Китай виступає проти будь-якої країни або особи, які користуються обладнанням іншої нації, щоб здійснювати кібератаки проти третьої сторони».22 грудня керівництво компанії «Sony Pictures Entertainment» найняло для відновлення репутації кризового менеджера і колишнього керівника прес-служби президента Джорджа Буша-старшого Джуді Сміт.

### Позиція діячів Голлівуду

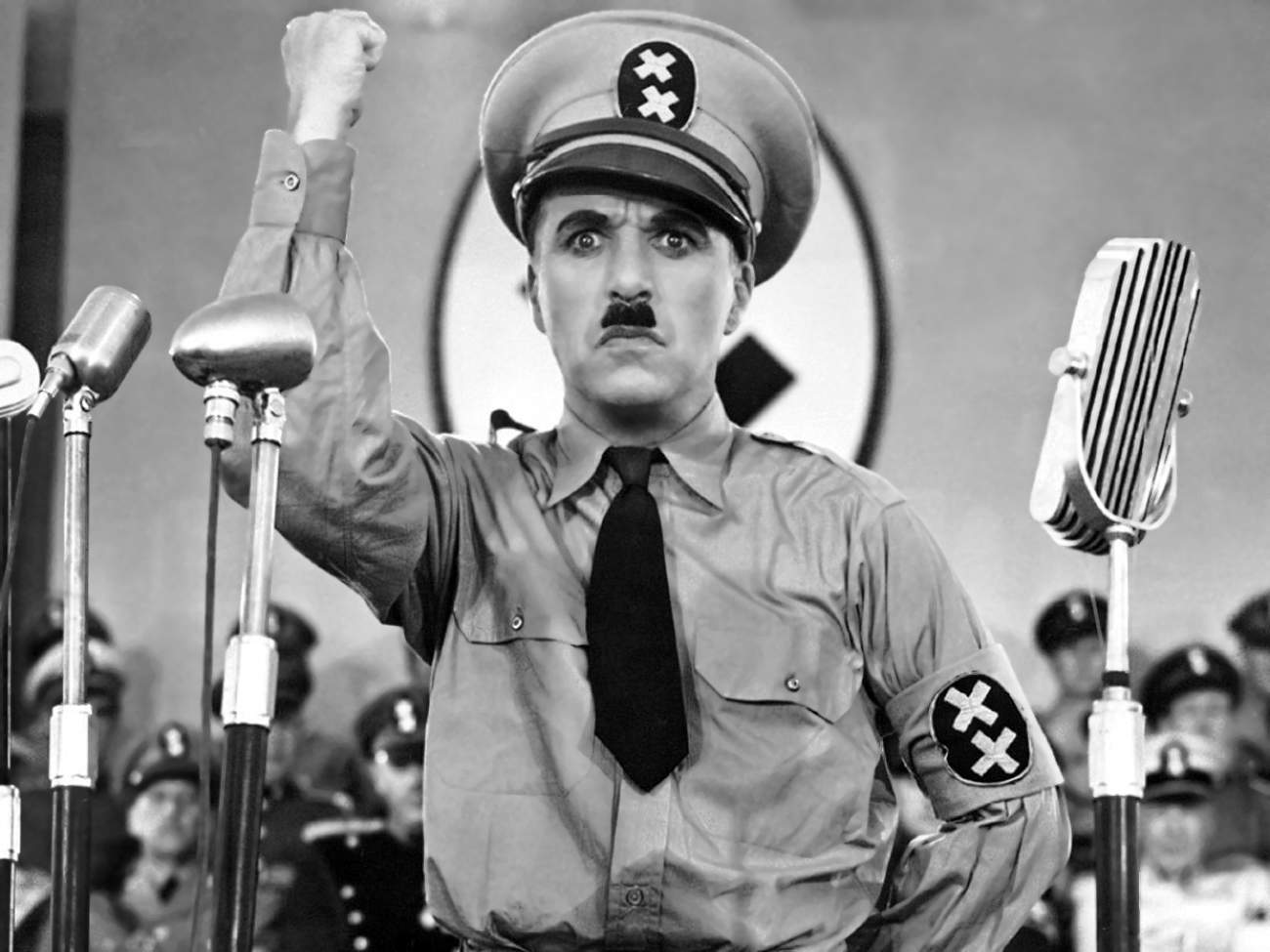
Кадр з фільму «Великий диктатор».

Актор Бен Стіллер назвав рішення про скасування показів «загрозою свободі самовираження, тут, в Америці», ретвітнув повідомлення режисера Марка Романека з фотографією, свідчить про те, що в 1941 ріку компанія «United Artists» не побоялася випустити фільм «Великий диктатор» Чарлі Чапліна. Актор Джиммі Кіммел зазначив, що відмова від показу фільму продемонстрував «невластиве американцям боягузтво, яке до того ж виправдовує дії терористів і створює страшний прецедент», а продюсер Джадд Апатоу заявив, що «все це абсолютно гарантує, що фільм подивиться набагато більше людей, ніж планували спочатку. Легально чи нелегально, але його подивляться всі».
Актор Стів Керелл, фільм якого під робочою назвою «Пхеньян» був скасований ще до рішення «Sony» не випускати в прокат «Інтерв'ю», назвав рішення компанії «сумним днем для свободи самовираження». Сценарист Аарон Соркін, який раніше виступав з критикою американських ЗМІ з приводу хакерської атаки, цього разу сказав, що «сьогодні США зазнали безпрецедентного нападу на саму основу нашого існування, на свободу слова з боку групи північнокорейських терористів, які погрожували вбити кіноглядачів заради зупинки випуску фільму. Побажання терористів були частково виконані членами американської преси, які обрали плітки і зловтіхи, увійшовши в історію з невимірними наслідками для населення — це історія, яка складалася прямо перед їх очима. Мої найглибші співчуття Sony Pictures, Сету Рогену, Евану Голдбергу і всім, хто працював над „Інтерв'ю“». Режисер Майкл Мур іронічно сказав: «Шановні Хакери Sony: працюючи в Голлівуді, я також хотів би менше романтичних комедій, менше фільмів Майкла Бея і ніколи більше трансформерів».
Актор Джордж Клуні разом зі своїм агентом Брайаном Лурдом опублікував петицію, в якій було сказано, що «ми повністю підтримуємо рішення Sony не підкорятися вимогам хакерів. Ми знаємо, що таким чином ми відкриємо двері для інших угруповань, які загрожують свободі слова, приватного життя й особистої свободи. Ми сподіваємося, що ці хакери будуть притягнуті до відповідальності, але до тих пір, поки цього не сталося, ми не будемо перебувати в страху. Ми об'єднаємося в цій боротьбі!». Однак цю петицію ніхто не підписав, внаслідок чого Клуні зауважив, що цей факт «відмінно показав, де насправді ми зараз знаходимося, наскільки сильно налякана ця індустрія». В інтерв'ю виданню «Deadline», Клуні, зазначивши, що це «дурна комедія», звернувся до громадськості та кіно-виробникам:
|  | Робіть що хочете, але випустіть цей фільм. Не тому, що всі повинні його подивитися, а тому, що я не збираюся підкорятися комусь, хто вказує мені не дивитися фільм. Це найважливіший момент. Не можна дозволити розпоряджатися, що нам дивитися, а що ні, ні Кім Чен Ину, ні якимось ще довбаним людям... Це дійсно нова ситуація, і ніхто поки не знає, як поводитися. Я не думаю, що хтось був готовий до цього. Звичайно, всі робили свою справу, але так чи інакше ми дозволили Північній Кореї диктувати нам правила, і це просто божевілля. |